# Debbie Watson (vattenpolospelare)
Deborah Kathleen "Debbie" Watson, född 22 september 1965 i Sydney, är en australisk vattenpolospelare. Hon ingick i Australiens damlandslag i vattenpolo vid olympiska sommarspelen 2000.
Watson spelade sju matcher och gjorde tre mål i den olympiska vattenpoloturneringen i Sydney som Australien vann.
Watson tog VM-guld i samband med världsmästerskapen i simsport 1986 i Madrid.
Debbie Watson valdes in i The International Swimming Hall of Fame 2008.